# Cetinje
Cetinje (ser: Цетиње) är en stad i kommunen Cetinje i Montenegro. Invånarantalet uppgår till cirka 12 460 i själva staden och 14 494 i hela kommunen (2023). Staden har tidigare varit huvudstad i landet, och landets presidents residens ligger i staden.
Cetinje ligger i landets sydvästra del, i en karstslätt omgiven av kalkstensberg, däribland Lovćenberget, det Svarta Berg som ger Montenegro sitt namn. Sedan 6 juli 2010 är Cetinjes historiska stadskärna uppsatt på Montenegros tentativa världsarvslista.